# 英國國會委員會列表

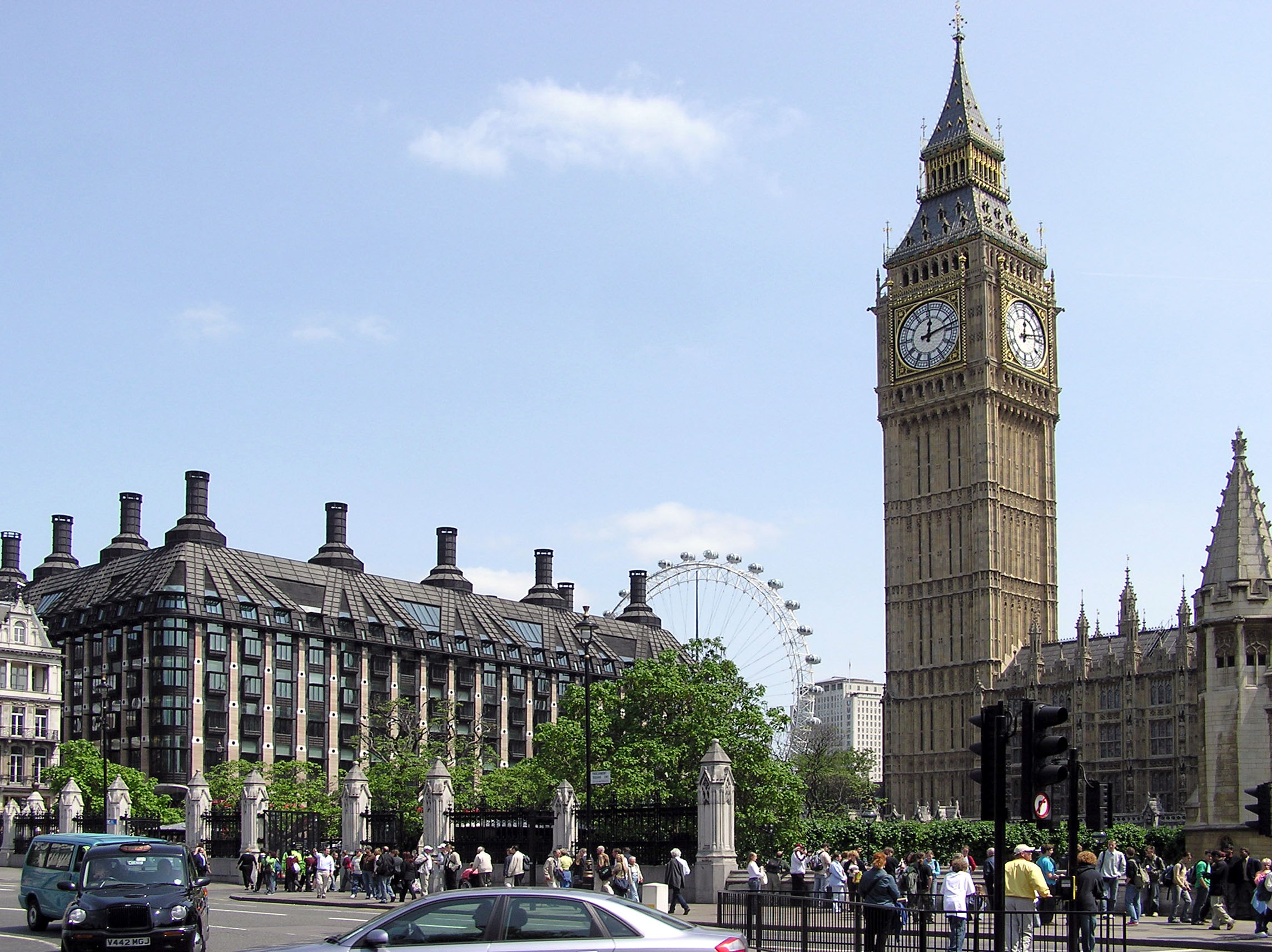
英國國會委員會會議通常在威斯敏斯特宮（圖右）和保得利大廈（圖左）的會議室舉行，一般採取面向媒體公開或閉門會議兩種形式。

英國國會的兩個議院均設有多個委員會（英語：parliamentary committees）。每個委員會由少數下議院國會議員、上議院俗職議員或兩者混合組成並被任命處理特定領域或議題；大多數情況下由下議院議員組成。
大多數國會委員會是專責委員會。 各個委員會的職權範圍取決於屬於下議院或上議院的委員會制度。

## 下議院委員會

### 專責委員會

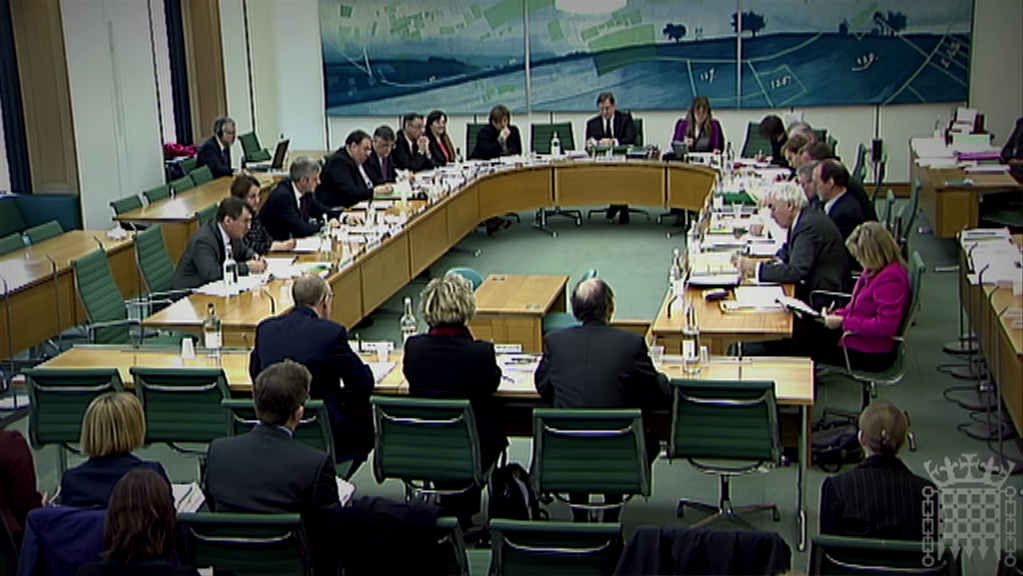
在保得利大樓舉行的一個下議院專責委員會會議

英國下議院的各個專責委員會旨在監督政府部門與機構的工作、審查影響全國及個別地區的熱點議題，以及檢查眾議院的程序、運作和規則並就此提出建議。
- 部門專責委員會旨在監督和審查各個政府部門以及任何相關部門實體和機構的工作。
- 議題專責委員會旨在審查重要的議題事務。
- 內部專責委員會負責國會的日常運作。[1]

| 委員會                       | 委員會主席        | 委員會主席 | 委員會主席 | 職責範圍                                                         |
| 委員會                       | 姓名              | 政黨       | 任期開始   | 職責範圍                                                         |
| ---------------------------- | ----------------- | ---------- | ---------- | ---------------------------------------------------------------- |
| 商業及貿易專責委員會         | 白理安            | 工黨       | 2023年     | 商業及貿易部和相關部門                                           |
| 文化傳媒及體育專責委員會     | 卡羅琳·戴恩內奇   | 保守黨     | 2023年     | 文化傳媒及體育部                                                 |
| 國防專責委員會               | 坦·德西           | 工黨       | 2024年     | 國防部                                                           |
| 教育專責委員會               | 海倫·海耶斯       | 工黨       | 2017年     | 教育部及相關部門                                                 |
| 能源安全及淨零專責委員會     | 比爾·埃斯特森     | 工黨       | 2024年     | 能源安全及淨零部及相關部門                                       |
| 環境食物及鄉郊事務專責委員會 | 甘文康            | 自由民主黨 | 2024年     | 环境、食品和乡村事务部及附屬部門                                 |
| 外交專責委員會               | 方璧琳            | 工黨       | 2024年     | 外交、聯邦及發展事務部及附屬部門                                 |
| 衛生及社會關懷專責委員會     | 萊拉·莫蘭         | 自由民主黨 | 2024年     | 衛生及社會關懷部及相關部門                                       |
| 內政專責委員會               | 龐碧琳            | 保守黨     | 2024年     | 內政部及相關部門                                                 |
| 房屋社區及地方政府專責委員會 | 佛羅倫斯·埃沙洛姆 | 工黨       | 2024年     | 住房、社区和地方政府部                                           |
| 國際發展專責委員會           | 柴萍恩            | 工黨       | 2020年     | 外交、聯邦及發展事務部和附屬部門                                 |
| 司法專責委員會               | 安迪·斯洛特       | 工黨       | 2024年     | 司法部和包括皇家檢控署在內的相關機構及其他需要向大法官匯報的部門 |
| 北愛爾蘭事務專責委員會       | 托妮亞·安東妮亞齊 | 工黨       | 2024年     | 北愛爾蘭事務部及附屬部門                                         |
| 科學創新及科技專責委員會     | 奇·翁烏拉         | 工黨       | 2024年     | 科學創新及科技部及相關部門                                       |
| 蘇格蘭事務專責委員會         | 派翠西亞·弗格森   | 工黨       | 2024年     | 蘇格蘭事務部及附屬部門                                           |
| 運輸專責委員會               | 露絲·吉百利       | 工黨       | 2024年     | 運輸部                                                           |
| 財政專責委員會               | 梅格·希利爾       | 工黨       | 2024年     | 財政部和稅務海關總署                                             |
| 威爾斯事務專責委員會         | 露絲·瓊斯         | 工黨       | 2024年     | 威爾斯事務部及附屬部門                                           |
| 婦女及平等專責委員會         | 陳美麗            | 工黨       | 2024年     | 平等及機會事務部                                                 |
| 就業及退休保障專責委員會     | 黛比·亞伯拉罕斯   | 工黨       | 2024年     | 就業及退休保障部                                                 |

| 委員會                       | 委員會主席           | 委員會主席 | 委員會主席 | 職責範圍                                               |
| 委員會                       | 姓名                 | 政黨       | 任期開始   | 職責範圍                                               |
| ---------------------------- | -------------------- | ---------- | ---------- | ------------------------------------------------------ |
| 環境審計專責委員會           | 托比·柏金斯          | 工黨       | 2024年     | 審查政府政策對環境保護和可持續發展的貢獻               |
| 聯絡委員會                   | 梅格·希利爾          | 工黨       | 2024年     | 審查專責委員會的一般工作並聽取首相的年度匯報           |
| 公共賬目委員會               | 喬弗利·克利夫頓-布朗 | 保守黨     | 2024年     | 審查政府與國會支出以確保公正和公平                     |
| 公共行政及憲制事務專責委員會 | 賀誓蒙               | 保守黨     | 2024年     | 審查公務員隊伍的工作和行政管理以及聽取國會監察員的報告 |
| 法定文書專責委員會           | 伯納·詹金            | 保守黨     | 2024年     | 審查所有提交給下議院的法定文書                         |
| 呈請書委員會                 | 傑米·史東            | 自由民主黨 | 2024年     | 監督提交給國會的呈請書                                 |

| 委員會         | 委員會主席    | 委員會主席 | 委員會主席 | 職責範圍                               |
| 委員會         | 姓名          | 政黨       | 任期開始   | 職責範圍                               |
| -------------- | ------------- | ---------- | ---------- | -------------------------------------- |
| 行政委員會     | 尼克·史密斯   | 工黨       | 2024年     | 審查提供給下議院議員及公眾的服務       |
| 後座事務委員會 | 鮑勃·布萊克曼 | 保守黨     | 2024年     | 負責確定特定時間以供後座議員進行討論   |
| 財務委員會     | 柏建熙        | 保守黨     | 2024年     | 審查下議院包括行政預算在內的預算和支出 |
| 標準委員會     | 阿貝托·科斯塔 | 保守黨     | 2020年     | 監督議會標準以及議員們的利益和行為     |
| 特權委員會     | 阿貝托·科斯塔 | 保守黨     | 2020年     | 審視與下議院所提供的特權有關的具體事項 |
| 程序委員會     | 卡特·史密斯   | 工黨       | 2024年     | 審查下議院處理公共事務的實踐和程序     |
| 遴選委員會     | 傑西卡·莫登   | 工黨       | 2017年     | 建議任命國會委員會成員                 |

### 一般委員會
- 公共法案委員會（英语：Public bill committee）（過去曾名“法案常務委員會”）
- 委託立法委員會（英语：Delegated legislation committee）
- 歐洲委員會（英语：European committee）
- 北愛爾蘭大委員會（英语：Northern Ireland Grand Committee）
- 區域事務委員會（英语：Regional Affairs Committee）
- 蘇格蘭大委員會（英语：Scottish Grand Committee）
- 威爾斯大委員會（英语：Welsh Grand Committee）

### 其他委員會
- 藝術作品咨詢委員會（英语：Advisory Committee on Works of Art）
- 下議院行政管理委員會（英语：House of Commons Commission）
  - 行政預算核數委員會（英语：House of Commons Commission）
  - 議員預算委員會（英语：House of Commons Commission）
  - 議員預算核數委員會（英语：House of Commons Commission）
- 公共賬目委員會（英语：Public Accounts Commission）
- 選舉委員會議長委員會（英语：Speaker's Committee on the Electoral Commission）
- 獨立國會標準局議長委員會（英语：Speaker's Committee for the Independent Parliamentary Standards Authority）

## 上議院委員會
英國上議院任命會期專責類委員會以審查和探討憲法或經濟等一般問題；而設立歐洲類委員會則通過其小組委員會審查歐盟的相關行動；同時，每屆上議院都任命了特別調查類委員會來審查具體問題。

### 會期類
- 通訊和數碼委員會（英语：Communications and Digital Committee）
- 憲法委員會（英语：Constitution Committee）
- 經濟事務委員會（英语：Economic Affairs Committee (House of Lords)）
  - 財政法案小組委員會
- 國際關係和國防委員會（英语：International Relations and Defence Committee）
- 科學與技術委員會（英语：Science and Technology Committee (House of Lords)）

### 歐洲類
- 歐洲聯盟委員會（英语：European Union Committee）
  - 環境小組委員會
  - 貨物小組委員會
  - 國際協定小組委員會
  - 安全與司法小組委員會
  - 服務小組委員會

### 特別調查類（2019年－2021年）
- 《2013年選舉登記及行政法》專責委員會
- 食品、貧困、健康與環境專責委員會
- 賭博對社會和經濟影響專責委員會
- 民主與數字技術專責委員會

### 立法類
- 授權和規章制度改革專責委員會（英语：Delegated Powers and Regulatory Reform Select Committee）
- 二級立法審查委員會（英语：Secondary Legislation Scrutiny Committee）
- 綜合文件委員會（英语：Hybrid Instruments Committee）

### 內部類
- 上議院委員會（英语：House of Lords Commission）
- 聯絡委員會（英语：Liaison Committee (House of Lords)）
- 行為委員會（英语：Conduct Committee）
- 程序和特權委員會（英语：Procedure and Privileges Committee）
- 選舉委員會（英语：Committee of Selection (House of Lords)）

### 內務類
- 服務委員會（英语：Services Committee）

## 聯席委員會
英國國會聯席委員會通常是為了研究某個特定議題或問題而成立的委員會，其成員來自上議院和下議院。
- 合併法案聯席委員會（英语：Joint Committee on Consolidation Bills）
- 宗教委員會（英语：Ecclesiastical Committee）
- 國家安全戰略聯席委員會（英语：Joint Committee on the National Security Strategy）
- 人權聯席委員會（英语：Joint Committee on Human Rights）
- 國會情報及保安事務委員會
- 法定文書聯席委員會（英语：Joint Committee on Statutory Instruments）
- 稅法改寫法案聯席委員會（英语：Joint Committee on Tax Law Rewrite Bills）
- 威斯敏斯特宮聯席委員會（英语：Joint Committee on the Palace of Westminster）

## 外部連接
- 國會委員會 （页面存档备份，存于）在英國國會官方網站上（英文）